# Georges Robert
Georges Robert, francoski admiral, * 31. januar 1875, † 2. marec 1965.